# Autostrada A8 (Franța)

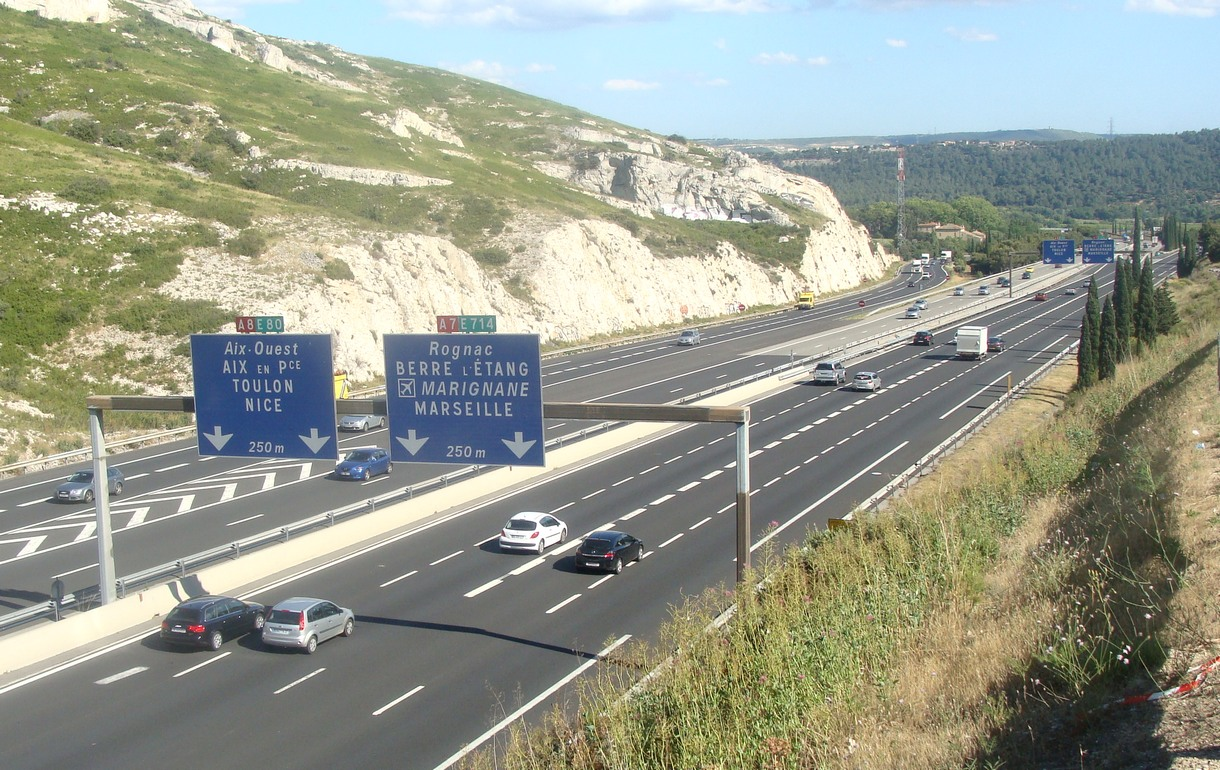
Apropierea de nodul rutier A7 - A8

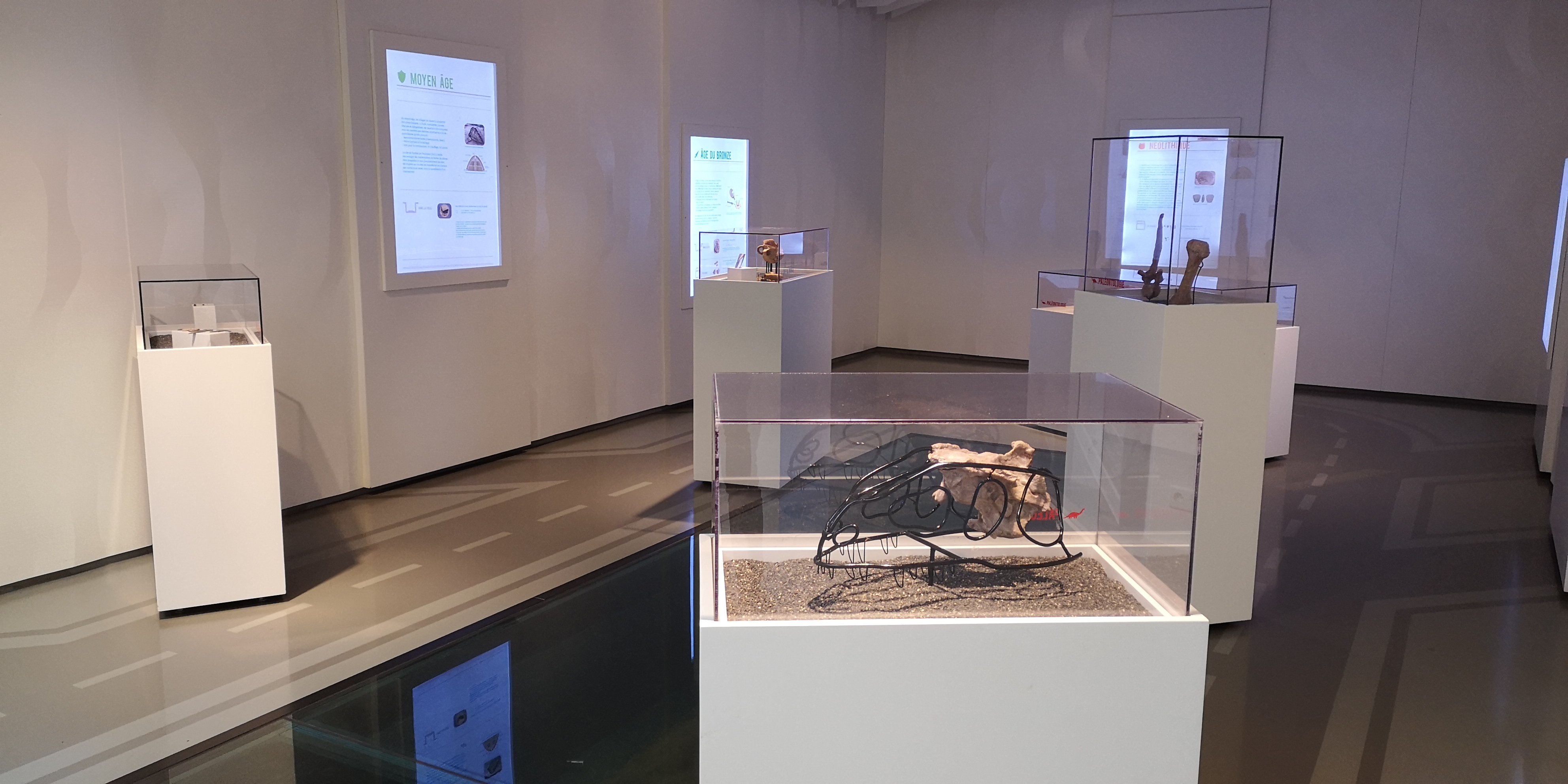
Expoziția arheologică de pe zona de servicii Terrasses de Provence

În Franța, autostrada A8, cunoscută sub numele de "La Provençale", leagă Aix-en-Provence și A7 de Coasta de Azur. Face parte din rețeaua Autoroutes du Sud de la France (ASF) între La Fare-les-Oliviers, la sud de Lançon-Provence (intersecția A8 / A7), și Aix-en-Provence, apoi din rețeaua Estérel-Côte d'Azur-Provence-Alpes (ESCOTA) între Aix-en-Provence și Menton (la granița cu Italia). Autostrada are o lungime de 223 km.
Radio Vinci Autoroutes (107.7 FM) funcționează pe autostrada A8, în rețeaua ESCOTA. Autostrada A8 face parte din rețeaua ASF-ESCOTA (Vinci Autoroutes) din zona EST.
Autostrada A8 este conectată la A7 la vest de Aix-en-Provence, la La Fare-les-Oliviers. În departamentele Bouches-du-Rhône, Var și Alpes-Maritimes, aceasta deservește orașele Aix-en-Provence, Fréjus, Saint-Raphaël, Cannes, Antibes, Nisa, Monaco și Menton, înainte de a traversa granița, unde devine A10 în Italia. A8 traversează baza masivelor Sainte-Baume și Maures între Aix-en-Provence și Fréjus, și masivul Estérel între Saint-Raphaël și Cannes.

## Amenajare
- 2 × 3 benzi de la Coudoux (joncțiunea cu A7) până la Cagnes-sur-Mer.
- 2 × 4 benzi de la Cagnes-sur-Mer la Saint-Laurent-du-Var (intrarea în aglomerația Nisa).
- 2 × 3 benzi între ieșirile 50 (Nisa – Promenade des Anglais) și 51 (Nisa Saint-Augustin).
- 2 × 2 benzi sau 2+3 benzi în traversarea sudică a Alpilor, de la Nisa Saint-Augustin până la granița italiană, cu 15 tuneluri care punctează această porțiune foarte tehnică. Viteza este limitată la 90 km/h în tuneluri (70 km/h pentru vehiculele grele).

## Istorie
- 1956: A fost creată societatea Escota, care va fi responsabilă pentru întreaga secțiune a autostrăzii între Aix-en-Provence și granița italiană.
- 1957: Au fost demarate lucrările de construcție pentru Autostrada Estérel[n 1].
- La 2 decembrie 1959, podul de pe Reyran[4] a fost complet distrus în urma ruperii barajului de la Malpasset[n 2]. Această catastrofă a provocat inundații devastatoare, având consecințe tragice asupra regiunii.
- 1961: Au fost deschise secțiunile cu taxă de la Fréjus la Mandelieu-la-Napoule și apoi până la Cagnes-sur-Mer (un caz unic de drum cu taxă în acea perioadă în Franța), în apropiere de Nisa, iar primele tichete de tranzit perforate au fost introduse.
- 1966: Autostrada de l'Estérel devine A8, conform noului sistem de numerotare care a intrat în vigoare.
- 1969: A fost deschis tronsonul cu taxă între Roquebrune și granița italiană (prima conexiune internațională de autostradă cu taxă din Franța). La început, a fost deschisă doar o singură cale de circulație, iar accesul camioanelor a fost interzis până în anul următor, când aceasta a fost dublată. Acest tronson și prelungirile sale ulterioare au fost inițial numerotate A53[5].
- 1970: A fost deschisă centura de ocolire a Aix-en-Provence, concesionată către Escota, care va rămâne una dintre puținele secțiuni fără taxă de pe traseul autostrăzii A8.
- 1972: A fost deschis nodul rutier dintre A7 și A8, cunoscut sub numele de Croix de Coudoux, precum și legătura către Aix-en-Provence, ambele concesionate către SAVR (care a devenit ASF în anul următor). Tot atunci a fost extinsă secțiunea istorică a A8 între Fréjus și Le Luc.
- 1973: Al doilea nume, La Provençale, a fost atribuit autostrăzii A8.
- 1981: A fost deschis ultimul tronson al centurii ocolitoare a orașului Nisa, însă dublarea benzilor între această aglomerație și nodul rutier de la La Turbie a fost finalizată abia la sfârșitul deceniului.
- 1982: În urma unei reforme naționale a sistemului de numerotare, autostrada A53, care deservea întreaga Corniche, a fost integrată în A8 (această denumire nu mai există în rețeaua actuală de autostrăzi din Franța).
- 2021: Prima piatră a zonei de servicii Aire de La Riviera Francaise Beausoleil, care a fost în reabilitare de câțiva ani, a fost pusă în iulie 2021. Această nouă bretea permite, de asemenea, fluidizarea traficului în direcția Monaco[6].

## Traseu
| De la A7 la A51 (secțiunea cu taxă în sistem deschis, concesionată către ASF)                         | |               |
| Intersecție                                                                                           | Nod rutier între A7 și A8: Direcții către Nîmes, Salon-de-Provence, Lyon, Avignon, Aeroportul Marseille Provence, Berre-l'Étang.                                                                              | A7 E714 E80   |
| 28 - Coudoux                                                                                          | Oraș deservit: La Fare-les-Oliviers (nod rutier parțial). | RD10          |
| A8 E80                                                                                                | |               |
| | Zona de odihnă Ventabren (disponibilă în ambele sensuri). |               |
| 29 - Aix-ouest                                                                                        | Orașe deservite: A51 Gap, Aix-en-Provence-centre, Aix-en-Provence-Jas de Bouffan, Aix-en-Provence-Les Milles.                                                                                                 | RD64 A51      |
| Intersecție                                                                                           | Nod rutier între A51 și A8: Direcții către Gap, Avignon, Aix-en-Provence-Jas de Bouffan, Aix-en-Provence-Encagnane, Marsilia, Aeroportul Marseille Provence, Aix-en-Provence-Les Milles (nod rutier parțial). | A51 E712      |
| De la A51 până la ieșirea 31 (secțiune gratuită concesionată către Escota)                            | |               |
| | Limitare la 110 km/h (sens Lyon-Italia). |               |
| 30a - Luynes                                                                                          | Orașe deservite: Aix-en-Provence-Luynes, Aix-en-Provence-Les Milles (nod rutier parțial). | RD8n          |
| 30b - Aix-Pont de l'Arc                                                                               | Orașe deservite: Aix-en-Provence-centre, Aix-en-Provence-Pont de l'Arc. | RD8n          |
| 31 - Aix-Val Saint-André                                                                              | Orașe deservite: Fréjus, Saint-Raphaël, Aubagne, Aix-en-Provence-Val Saint-André. | RD7n          |
| De la ieșirea 31 până la ieșirea 32 (secțiune cu taxă în sistem deschis, concesionată către Escota)   | |               |
| | Tunelul Langesse. |               |
| | Limitare la 110 km/h (sens Italia-Lyon). |               |
| 32 - Rousset                                                                                          | Orașe deservite: Fuveau, Trets, Rousset (nod rutier parțial). | RD7n RD96     |
| 32 - Gardanne                                                                                         | Orașe deservite: Gardanne, Fuveau, Meyreuil (nod rutier parțial). | RD6 RD96      |
| De la ieșirea 32 până la ieșirea 39 (secțiune cu taxă în sistem închis, concesionată către Escota)    | |               |
| Punct de taxare                                                                                       | Punctul de taxare La Barque (sistem închis). |               |
| Intersecție                                                                                           | Nod rutier între A52 și A8: Direcții către Toulon, Marsilia-est, Aubagne. | A52           |
| | Zona de servicii Rousset (sens Italia-Lyon). |               |
| | Zona de servicii La Sainte-Victoire (sens Lyon-Italia). |               |
| | Trecerea din departamentul Bouches-du-Rhône în departamentul Var |               |
| 33 - Pourrières                                                                                       | Oraș deservit: Trets (nod rutier parțial). | RN7           |
| | Zona de odihnă Saint-Hilaire (sens Italia-Lyon). |               |
| | Zona de odihnă Barcelone (sens Lyon-Italia). |               |
| 34 - Saint-Maximin                                                                                    | Orașe deservite: Barjols, Tourves, Auriol, Saint-Maximin-la-Sainte-Beaume, Grenoble. | RD560A        |
| | Zone de servicii: Les Terrasses de Provence (sens Lyon-Italia), Cambarette (sens Italia-Lyon). |               |
| 35 - Brignoles                                                                                        | Orașe deservite: Le Val, Brignoles. | RN7           |
| | Zone de odihnă Roudaï (sens Lyon-Italia), Candumy (sens Italia-Lyon). |               |
| | Viaductul Luc. |               |
| Intersecție                                                                                           | Nod rutier între A57 și A8: Direcții către Toulon, Hyères, La Garde-Freinet , Les Arcs, Vidauban, Le Luc. | A57           |
| | Zone de servicii: Provence Verdon (sens Lyon-Italia), Vidauban (sens Italia-Lyon). |               |
| 36 - Le Muy                                                                                           | Orașe deservite: Saint-Tropez, Draguignan, Sainte-Maxime, Roquebrune-sur-Argens, Vidauban, Les Arcs, Le Muy.                                                                                                  | RD125 RD1555  |
| | Zonă de odihnă Roudaï (sens Lyon-Italia), Zonă de servicii: Canaver (sens Italia-Lyon). |               |
| 37 - Puget-sur-Argens                                                                                 | Orașe deservite: Roquebrune-sur-Argens, Fréjus-cartierele de vest, Puget-sur-Argens. | RN7           |
| Punct de taxare                                                                                       | Punctul de taxare Capitou |               |
| 38 - Fréjus ouest                                                                                     | Orașe deservite: Saint-Raphaël, Fréjus-centru (nod rutier parțial). | RD4a          |
| 38 - Fréjus est                                                                                       | Orașe deservite: Saint-Raphaël, Fréjus (nod rutier parțial). | RD37          |
| | Viaductul Reyran. |               |
| | Zona de odihnă Le Reyran (sens Lyon-Italia), zonă rezervată vehiculelor grele. |               |
| | Zona de servicii L'Estérel (sens Lyon-Italia). |               |
| | Limitare la 130 km/h (sens Italia-Lyon). |               |
| 39 - Les Adrets                                                                                       | Orașe deservite: Fayence, Les Adrets-de-l'Estérel (nod rutier parțial). | RD37          |
| De la ieșirea 39 până la ieșirea 40 (secțiune cu taxă în sistem deschis, concesionată către Escota)   | |               |
| | Limitare la 110 km/h (sens Lyon-Italia). |               |
| | Trecerea din departamentul Var în departamentul Alpes-Maritimes |               |
| 40 - Mandelieu                                                                                        | Orașe deservite: Théoule-sur-Mer, La Napoule, Mandelieu-la-Napoule-centru. | RD6007        |
| De la ieșirea 40 până la ieșirea 42 (secțiune gratuită concesionată către Escota)                     | |               |
| 41 - Cannes-La Bocca                                                                                  | Orașe deservite: Mandelieu-la-Napoule-est, Cannes-vest, Cannes-La Bocca, Aeroportul Cannes – Mandelieu. | RD1009 RD6207 |
| 42 - Mougins                                                                                          | Orașe deservite: Grasse, Cannes-centru, Mouans-Sartoux, Mougins, Le Cannet. | RD6185 RD6285 |
| De la ieșirea 42 până la ieșirea 49 (secțiune cu taxă în sistem deschis, concesionată către Escota)   | |               |
| | Zona de odihnă Le Piccolaret (sens Lyon-Italia). |               |
| | Zone de servicii: La Côte d'Azur (sens Lyon > Italia); Les Bréguières (sens Italia > Lyon). |               |
| Punct de taxare                                                                                       | Punctul de taxare Antibes |               |
| 44 - Antibes-Ouest                                                                                    | Orașe deservite: Antibes, Antibes-Juan-les-Pins, Sophia Antipolis, Vallauris, Golfe-Juan (nod rutier parțial).                                                                                                | RD35          |
| 44 | Acces la autostradă doar în direcția Nisa (nod rutier parțial) |               |
| 44 - Antibes-Est                                                                                      | Orașe deservite: Antibes, Antibes-Juan-les-Pins, Sophia Antipolis, Vallauris, Golfe-Juan (nod rutier parțial).                                                                                                | RD35          |
| 46 - Bouches du Loup                                                                                  | Oraș deservit: Villeneuve-Loubet-Plage (nod rutier parțial). | RD241         |
| 47 - Villeneuve-Loubet                                                                                | Orașe deservite: Vence, Cagnes-sur-Mer, Villeneuve-Loubet. | RD6007        |
| | Limitare la 110 km/h (sens Lyon-Italia). |               |
| 48 - Cagnes-sur-Mer                                                                                   | Orașe deservite: Vence, Cagnes-sur-Mer, (nod rutier parțial). | M336          |
| | Limitare la 110 km/h (sens Italia-Lyon). |               |
| 49 - Saint-Laurent-du-Var                                                                             | Oraș deservit: Saint-Laurent-du-Var. |               |
| De la ieșirea 49 până la ieșirea 51.1 (secțiune gratuită concesionată către Escota)                   | |               |
| | Podul peste Var. |               |
| 50 - Nice-Promenade des Anglais                                                                       | Oraș deservit: Nisa-centru (nod rutier parțial). | M6202         |
| 51 - Nice-Saint-Augustin                                                                              | Orașe deservite: Aeroportul Nisa Coasta de Azur, Nice-Saint-Augustin, Centrul Administrativ, M.I.N. d'Azur | M99 M6222     |
| 51.1 - Nice-Plaine du Var                                                                             | Orașe deservite: Carros, Gattières, Digne, Grenoble (bretea în sensul Aix-en-Provence → Digne). | M6202bis      |
| De la ieșirea 51.1 până la ieșirea 54 (secțiune cu taxă în sistem deschis, concesionată către Escota) | |               |
| Punct de taxare                                                                                       | Punctul de taxare Saint-Isidore. |               |
| 52 - Nice-Saint-Isidore                                                                               | Orașe deservite: Grenoble, Digne-les-Bains, Nice-Saint-Isidore, Carros. | M6202         |
| | Viaductul Saint-Isidore. |               |
| | Tunelul Canta Galet |               |
| | Viaductul Magnan. |               |
| | Tunelul Saint-Pierre-de-Féric |               |
| | Tunelul Pessicart |               |
| | Tunelul Las Planas |               |
| | Limitare la 90 km/h (sens Lyon-Italia). |               |
| 54 - Nice-quartiers nord                                                                              | Oraș deservit: Nisa (cartierele de nord). |               |
| De la ieșirea 54 până la ieșirea 55 (secțiune gratuită concesionată către Escota)                     | |               |
| | Viaductul Vallon des Fleurs. |               |
| | Tunelul Cap de Croix. |               |
| | Tunelul Baume. |               |
| 55 - Nice-Ariane                                                                                      | Orașe deservite: Nisa-centru, Nisa-Le Port, Nisa-Ariane, Saint-André-de-la-Roche, La Trinité (nod rutier parțial).                                                                                            | M19           |
| | Viaductul Paillon. |               |
| 55 - Nice-Ariane                                                                                      | Orașe deservite: Nisa-centru, Nisa-Le Port, Nisa-Ariane, Saint-André-de-la-Roche, La Trinité (nod rutier parțial).                                                                                            | E74 M2204b    |
| A8 E74 E80                                                                                            | |               |
| De la ieșirea 55 până la ieșirea 58 (secțiune cu taxă în sistem deschis, concesionată către Escota)   | |               |
| | Tunelul Paillon. |               |
| | Viaductul Oli. |               |
| | Viaductul Nuec. |               |
| | Tunelul Rosti. |               |
| | Viaductul Vignasses. |               |
| | Tunelul Borne Romaine (doar în sensul Lyon-Italia). |               |
| 56 - Monaco                                                                                           | Orașe deservite: Monaco, Beausoleil, Cap-d'Ail (nod rutier parțial). | A500          |
| Punct de taxare                                                                                       | Punctul de taxare La Turbie |               |
| 57 - La Turbie                                                                                        | Orașe deservite: Roquebrune-Cap-Martin, La Turbie (nod rutier parțial). | RD2204a       |
| | Viaductul Borriglione. |               |
| | Zona de servicii Via Julia Augusta (sens Italia-Lyon). |               |
| | Tunelul Col de Guerre. |               |
| 58 - Roquebrune-Cap-Martin                                                                            | Orașe deservite: Monaco, La Turbie, Beausoleil, Roquebrune-Cap-Martin (nod rutier parțial) + Zona de servicii La Riviera Française.                                                                           | RD2564        |
| | Tunelul Arme. |               |
| | Tunelul Ricard. |               |
| 58 - Roquebrune-Cap-Martin                                                                            | Orașe deservite: Monaco, Èze, La Turbie, Beausoleil, Roquebrune-Cap-Martin (nod rutier parțial). | RD51 RD2564   |
| De la ieșirea 58 până la ieșirea 59 (secțiune gratuită concesionată către Escota)                     | |               |
| | Tunelul La Coupière. |               |
| | Viaductul Gorbio. |               |
| | Viaductul Rank. |               |
| | Tunelul Col de Garde. |               |
| | Viaductul Sainte-Agnès. |               |
| | Viaductul Pala. |               |
| | Tunelul Sainte-Lucie. |               |
| | Viaductul Cabrolles. |               |
| 59 - Menton                                                                                           | Orașe deservite: Menton, Sospel. | RD22a         |
| De la ieșirea 59 până la frontiera italiană (secțiune gratuită concesionată către Escota)             | |               |
| | Viaductul Carei. |               |
| | Tunelul Castellar. |               |
| | Viaductul Fossan. |               |
| | Viaductul Baousset. |               |
| | Viaductul Garavan. |               |
| | Tunelul Peyronnet. |               |
| | Tunelul la Giraude + Granița dintre Franța și Italia, care se află în tunel. |               |
| A8 E74 E80                                                                                            | |               |
| A10 E74 E80                                                                                           | |               |

## Circulație
Traficul este intens pe tot parcursul anului și aproape de saturație în lunile iulie și august, în special sâmbăta, deoarece regiunea este foarte populară printre turiști. De asemenea, autostrada reprezintă un punct de trecere strategic între peninsula iberică și Italia sau Europa de Est, fiind unul dintre cele mai aglomerate din Franța, între Antibes și Nisa. La trecerea râului Var la Nisa-Vest, fluxul de vehicule este comparabil cu cel de pe Centura periferică a Parisului. Autostrada este adesea închisă pe anumite porțiuni ale tronsonului Nisa-Menton din cauza alunecărilor de teren pe carosabil, ceea ce duce la un trafic complet blocat pe rețeaua secundară. Tronsonul care traversează masivele Maures și Estérel este supus riscurilor de incendii forestiere, care sunt semnificative în timpul verii.

## Locuri sensibile
(doar locurile predispuse la ambuteiaje și pante periculoase)

### În sensul Aix-Italia
- Ieșirea 42: Cannes-Mougins: Această ieșire este foarte frecventată și se termină într-un sens giratoriu, ceea ce cauzează frecvent blocarea benzii din dreapta din cauza vehiculelor.
- Ieșirea 47: Villeneuve-Loubet Centre: Traficul este dens, deoarece breteaua de ieșire se termină pe un drum cu trecerea de la două benzi la una, iar traficul intens blochează adesea banda de urgență, vehiculele fiind periculos de aproape de cele de pe banda dreaptă.
- Ieșirile 49 și 50: Traficul este foarte intens, autostrada servind drept centură ocolitoare.
- Coborâre periculoasă la apropierea de Le Luc-en-Provence: Pantă de 6%, viteză limitată la 110 km/h pentru autoturisme și 70 km/h pentru vehiculele de peste 3,5 tone.
- Coborâre periculoasă între ieșirile 39 și 40: Viteză limitată la 110 km/h, cu un radar automat pentru controlul vitezei.

### În sensul Italia-Aix
- Între ieșirile 52 și 49: Trafic intens.
- Ieșirile 44 și 42: Ambuteiaje la orele de vârf, cu banda din dreapta blocată.
- Coborâre periculoasă cu viraj la dreapta: Limitată la 90 km/h, fără prea multă vizibilitate, ducând la ieșirea 42, unde banda din dreapta poate fi blocată de vehiculele care vor să iasă.

### La Aix-en-Provence
- Ambuteiaje frecvente, A8 fiind utilizată ca centură ocolitoare și ca drum expres local.

### În Alpes-Maritimes
- Viteza este limitată la 110 km/h pe porțiunea de autostradă din Alpes-Maritimes, în ambele sensuri.
- Viteza este limitată la 90 km/h în centura ocolitoare a Nisa.

## Secțiuni gratuite
Datorită configurației punctelor de taxare (există cinci bariere de plată) și numărului mare de noduri rutiere, anumite porțiuni sunt gratuite. Acesta este cazul ocolirilor din Aix-en-Provence, Cannes și parțial din Nisa. Utilizarea A8 este gratuită pe următoarele tronsoane:
- De la nodul A8/A51 până la ieșirea 31 (Aix-Val Saint-André): ocolirea orașului Aix;
- De la ieșirea 40 (Mandelieu) până la ieșirea 42 (Mougins): ocolirea orașului Cannes;
- De la ieșirea 49 (Saint-Laurent-du-Var) până la ieșirea 51.1 (Nice-Plaine du Var): centura vestică a Nisei, acces către aeroport;
- De la ieșirea 54 (Nice Nord) până la ieșirea 55 (Nice l'Ariane): centura nordică a Nisei;
- De la ieșirea 58 (Roquebrune-Cap-Martin) până la ieșirea 59 (Menton).

Atenție: dincolo de ieșirea 59, deși secțiunea franceză a A8 este oficial gratuită, aceasta continuă cu o secțiune cu taxă a autostrăzii A10 din Italia. Accesul către Vintimille este, așadar, cu taxă dinspre Franța.